# Mykola Nedilko
Mykola Semenowytsch Nedilko (ukrainisch Микола Семенович Неділко; * 23. November 1902 in Juschtscheniwka (entvölkert durch Holodomor, heute Bajrak, Rajon Romny, Ukraine), Russisches Kaiserreich; † 12. Mai 1979 in Glen Cove, Vereinigte Staaten) war ein ukrainischer Maler.

## Leben und Wirken
Nedilko wurde am 23. November 1902 im Dorf Juschtscheniwka geboren. Sein Vater, Semen Nedilko, war ein Dorfarzt. Seine Mutter, Sofia, stammte aus der Familie Muraschko. 1926 schloss Mykola Nedilko das Ukrainische Kunstinstitut in Kiew ab, an dem er bei Fedir Krytschewskyj, Mychajlo Bojtschuk und Lew Kramarenko studierte. Er wurde für zwei Jahre inhaftiert, weil er sich weigerte, den Anforderungen des sozialistischen Realismus anzupassen. Nach der Freilassung arbeitete Nedilko zehn Jahre als Bühnenbildner und Künstler an der Staatsoper und dem Musikkomödientheater in Kiew. Im Frühjahr 1929 heiratete er Oksana Tschumak, eine Sängerin der Kiewer Operette.
1940 wurde Nedilko zusammen mit Mykola Asowskyj und Mychajlo Dmytrenko von der Künstlervereinigung in das von den Sowjets besetzte Lwiw entsandt. Um der Einberufung zur Roten Armee zu entkommen, versteckte er sich im Juni 1941. Nach dem Abzug der sowjetischen Truppen im Jahr 1941 blieb er in der Stadt, schloss sich dem Arbeitsverband der ukrainischen Bildkünstler an und nahm an dessen Ausstellungen teil.
Angesichts der Rückkehr der Bolschewiken emigrierte Nedilko mit seiner Frau nach Deutschland. Von 1944 bis 48 lebte er im Displaced Persons Lager „Orlyk“ bei Berchtesgaden. Der Maler nahm an Ausstellungen ukrainischer Künstler in München 1947 und Regensburg 1948 teil. Im Jahr 1948 zog Nedilko nach Buenos Aires und 1961 nach New York.
Neben der aktiven Teilnahme an Gruppenausstellungen hatte Mykola Nedilko zahlreiche Einzelausstellungen: in New York (1962, 1965, 1966, 1980), Paris (1965), Philadelphia (1966, 1982) und Edmonton (1983). Mykola Nedilko ist vor allem für seine expressionistischen Landschaften bekannt, die er meist im Freien malte. Seine post-impressionistischen Ölgemälde basieren auf starken Kontrasten von Licht, Schatten und Farbe.
Mykola Nedilko starb 76-jährig in einem Krankenhaus in Glen Cove und wurde auf dem Friedhof in Bound Brook beigesetzt.

## Werke (Auswahl)
- Am Dnister / На Дністрі(1942)
- Lemken Kirche / Лемківська церква (1943)
- Bodensee / Боденське озеро (1948)
- Landschaft aus Argentinien / Пейзаж з Аргентини (1956)
- Anden / Анди (1958)
- Weiden überm See / Верби над озером (1959)
- Catskill Mountains / Кетскільські гори (1964)
- Boote / Човни (1965)
- Sonnenblumen / Соняшники (1976)